# Manduca henrici
Manduca henrici är en fjärilsart som beskrevs av Gehlen. 1926. Manduca henrici ingår i släktet Manduca och familjen svärmare. Inga underarter finns listade i Catalogue of Life.